# Félix de Nola
Félix de Nola (s. III-ca. 250) fue un obispo romano, que es venerado como mártir y confesor de la fe y, por lo tanto, es considerado santo.

## Hagiografía
Las pocas noticias que tenemos proceden de Paulino de Nola en los poemas que le dedica, escritos entre 395 y 409. Además, Paulino le tuvo como santo protector. También escribieron de él Beda el Venerable, San Agustín y San Gregorio de Tours, y el papa San Dámaso le dedicó un poema.
Según él, Félix nació en Nola en el siglo III, hijo de un rico sirio que había ido a Italia por cuestiones de trabajo. Se ordenó sacerdote y fue ayudado por el obispo de Nola Máximo. Durante las persecuciones de cristianos, fue encarcelado y, según la leyenda, liberado por un ángel. 
Félix cuidó del obispo, que se había refugiado y estaba enfermo. El mismo Félix, cuando se reanudaron las persecuciones, tuvo que huir. Cuando murió el obispo, la comunidad cristiana decidió que Félix fuera el obispo de Nola, pero rehusó tal dignidad y prefirió continuar como presbítero su misión evangelizadora. Pasó el resto de su vida viviendo en la pobreza absoluta.

## Veneración

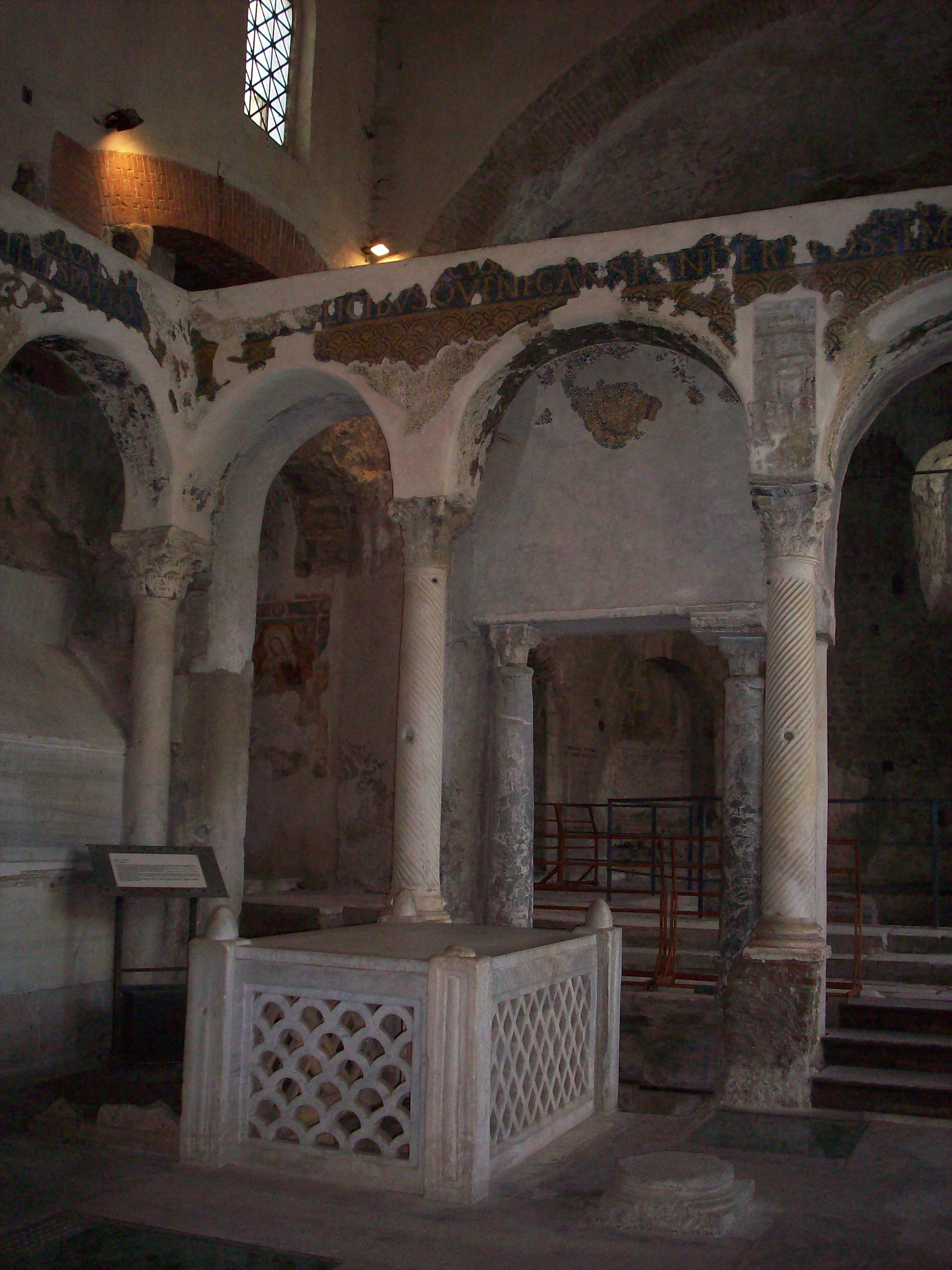
Basílica paleocristiana de Cimitile: ahora tumba de Félix de Nola.

Aunque no murió de manera violenta, es reconocido como mártir por los numerosos sufrimientos que pasó durante su vida. Su cuerpo fue oculto en la basílica de Cimitile y su sepulcro se convirtió en lugar de peregrinación: su tumba fue llamada «Ara Veritatis», porque se decía que podía indicar si el testimonio que se daba era verdadero. En Roma le fue consagrada una basílica.
Su festividad se fijó el 14 de enero. Los campesinos de Nola invocan san Félix como protector del ganado.

## Leyendas
Cuando fue detenido por los soldados, fue azotado, encadenado y encarcelado, pero un ángel se le apareció y lo liberó para que ayudase al obispo Máximo: las cadenas cayeron y las puertas se abrieron y el santo pudo marchar. Los soldados persiguieron a Félix para volverlo a encarcelar. Félix se escondió en una cueva o pozo y una araña tejió su telaraña sobre la entrada. Cuando llegaron los soldados y vieron la telaraña, ya no miraron adentro. Fue así como Félix se pudo escapar. Su persecución acabó el año siguiente y Félix, que estuvo escondido en un pozo seco durante seis meses, volvió a sus tareas. 
Durante la persecución, los soldados confiscaron sus bienes. Para poder sobrevivir trabajó en el campo, repartiendo los frutos entre los pobres. Una noche, unos ladrones fueron a robarle en el huerto pero al llegar, una fuerza les hizo pasar la noche trabajando en el campo. Cuando amaneció, Félix los vio y les agradeció el trabajo realizado. Los ladrones le confesaron avergonzados la auténtica intención que les había llevado pero fueron perdonados y se marcharon.

Portugal: el avistó el cuerpo de otro santo, San Pedro de Rates, que según la tradición fue un bispo ordenado por Santiago apóstol antes de volver a tierra santa a donde fue martirizado hasta morir en el ano 42.
San Félix de Nola y San Pedro de Rates están conectados por la tradición religiosa de Póvoa de Varzim y por las historias de los primeros cristianos en Portugal.

## Desdoblamiento del santo
A partir de su figura, se dio una duplicación, que dio origen a un ficticio obispo mártir del siglo I, también llamado Félix de Nola, que obtuvo tanta difusión como el original, mezclando en su leyenda elementos del presbítero. Fue incluido en el santoral, festejándolo el 15 de noviembre, aunque no ha existido nunca.[cita requerida]